# 霍氏隆胎鳚
霍氏隆胎鳚（學名：Emblemaria hudsoni），為輻鰭魚綱鳚形目煙管鳚科隆胎鳚屬的一種，種名是為了紀念哥倫比亞特區國民警衛隊上尉查爾斯·布拉德福德·哈德森（1865-1939），分布於東南太平洋祕魯海域，深度9至11公尺，本魚體延長且側扁，雄魚頭短鈍；雌魚頭較尖，無刺，吻部有2條縱向非常粗糙的脊，脊之間的凹槽延伸至兩眼之間，上顎兩側各有1排強壯的牙齒，眼上有1條觸鬚，鼻孔有短鬚，無側線、無鱗片，背鰭硬棘21-23枚、背鰭軟條16-17枚，雄魚背鰭前端大呈帆狀，第4-7根背鰭棘最長，臀鰭硬棘2枚、臀鰭軟條25-26枚，雄魚體紅棕色，身體有一系列約 0條間隔較遠的細乳白色條紋，每對條紋之間的中腰處有一個圓形黑點，頭頂有橙色斑點，嘴巴有細橙色條紋，眼觸鬚黃綠色，背鰭乳白色，前部有斜橙色橫帶，沿其基部有一排深褐色斑點，背鰭軟條灰色，雌魚體淡棕褐色，背部有時有7-8條深色橫條紋，中部有約8個不規則的深色斑點，身體和頭部有許多黑點和波浪狀線紋，嘴和下巴有4-5條細黑條紋，背鰭鰭條上有成排的黑點，第4-5棘之間有一個黑斑，體長可達7.4公分，棲息在沙石底質水域，通常躲在空的蠕蟲管中，以浮游動物為食，雌魚產附著性卵，由雄魚守護魚卵，生活習性不明。